# Adam Smith (futbolista)
|  | No s'ha de confondre amb Adam Smith. |

Adam James Smith (29 d'abril de 1991) és un futbolista professional anglès que juga com a lateral dret per l'AFC Bournemouth de la Premier League.